# Convocazioni al World Grand Prix 2015
Elenco delle giocatrici convocate per il World Grand Prix 2015.

## Gruppo 1

### Belgio
| N° | Nome              | Ruolo | Data di nascita   | Squadra            |
| -- | ----------------- | ----- | ----------------- | ------------------ |
| -  | Gert Vande Broek  | All   | 28 febbraio 1967  |                    |
| 2  | Jasmien Biebauw   | P     | 24 settembre 1990 | Asteríx Kieldrecht |
| 4  | Valérie Courtois  | L     | 1º novembre 1990  | Budowlani Łódź     |
| 5  | Laura Heyrman     | C     | 17 maggio 1993    | LJ                 |
| 6  | Charlotte Leys    | S     | 18 marzo 1989     | Atom Trefl Sopot   |
| 8  | Kaja Grobelna     | O     | 4 gennaio 1995    | Asteríx Kieldrecht |
| 9  | Freya Aelbrecht   | C     | 10 febbraio 1990  | Busto Arsizio      |
| 11 | Els Vandesteene   | S     | 30 maggio 1987    | Nantes             |
| 15 | Lorena Cianci     | S     | 25 maggio 1994    | Oudegem            |
| 16 | Celine Van Gestel | S     | 7 novembre 1997   | Asteríx Kieldrecht |
| 17 | Ilka van de Vyver | P     | 26 gennaio 1993   | RC Cannes          |
| 18 | Britt Ruysschaert | L     | 27 maggio 1994    | Asteríx Kieldrecht |
| 19 | Sarah Cools       | C     | 14 aprile 1997    | Asteríx Kieldrecht |
| 21 | Karolina Goliat   | O     | 25 ottobre 1996   | VDK Gent           |
| 22 | Nathalie Lemmens  | C     | 12 marzo 1995     | Asteríx Kieldrecht |

### Brasile
| N° | Nome                   | Ruolo | Data di nascita   | Squadra          |
| -- | ---------------------- | ----- | ----------------- | ---------------- |
| -  | José Roberto Guimarães | All   | 31 luglio 1954    | -                |
| 2  | Juciely Barreto        | C     | 18 settembre 1980 | Rio de Janeiro   |
| 3  | Danielle Lins          | P     | 5 gennaio 1985    | Osasco           |
| 4  | Ana Carolina da Silva  | C     | 8 aprile 1991     | Rio de Janeiro   |
| 5  | Adenízia da Silva      | C     | 18 dicembre 1986  | Osasco           |
| 6  | Wélissa Gonzaga        | S/L   | 9 settembre 1982  | Praia Clube      |
| 7  | Mayhara da Silva       | C     | 9 aprile 1989     | Rio de Janeiro   |
| 8  | Jaqueline de Carvalho  | S     | 31 dicembre 1983  | Minas            |
| 10 | Gabriela Guimarães     | S     | 19 maggio 1984    | Rio de Janeiro   |
| 11 | Joyce da Silva         | O     | 13 giugno 1984    | KGC Ginseng      |
| 12 | Natália Pereira        | S     | 4 aprile 1989     | Rio de Janeiro   |
| 13 | Ivna Marra             | O     | 25 gennaio 1990   | Osasco           |
| 14 | Ana Takagui            | P     | 26 ottobre 1987   | CSM Bucarest     |
| 15 | Monique Pavão          | O     | 31 ottobre 1986   | Sesi             |
| 16 | Fernanda Garay         | S     | 10 maggio 1986    | Dinamo Krasnodar |
| 17 | Roberta Ratzke         | P     | 28 aprile 1990    | Rio de Janeiro   |
| 18 | Camila Brait           | L     | 28 ottobre 1988   | Osasco           |
| 19 | Léia da Silva          | L     | 1º marzo 1985     | Pinheiros        |
| 20 | Suelle Oliveira        | S     | 29 aprile 1987    | Sesi             |
| 21 | Ellen Braga            | S     | 12 giugno 1991    | Pinheiros        |
| 22 | Mara Leão              | C     | 26 febbraio 1991  | São Caetano      |
| 23 | Bárbara Bruch          | C/O   | 28 maggio 1987    | Sesi             |
| 24 | Mácris Carneiro        | P     | 3 marzo 1989      | Pinheiros        |
| 25 | Mariana Costa          | S     | 30 luglio 1986    | Minas            |

### Cina
| N° | Nome            | Ruolo | Data di nascita   | Squadra  |
| -- | --------------- | ----- | ----------------- | -------- |
| -  | Lang Ping       | All   | 10 dicembre 1960  | -        |
| 1  | Yuan Xinyue     | C     | 21 dicembre 1986  | Bayi     |
| 2  | Zhu Ting        | S     | 29 novembre 1994  | Henan    |
| 3  | Yang Fangxu     | O     | 6 ottobre 1994    | Shandong |
| 4  | Wang Na         | P     | 25 febbraio 1990  | Zhejiang |
| 5  | Shen Jingsi     | P     | 3 marzo 1989      | Bayi     |
| 6  | Yang Junjing    | C     | 15 maggio 1990    | Bayi     |
| 8  | Zeng Chunlei    | O     | 3 novembre 1989   | Beijing  |
| 9  | Zhang Changning | O     | 6 novembre 1995   | Jiangsu  |
| 11 | Zhang Xiaoya    | C     | 4 ottobre 1992    | Sichuan  |
| 12 | Hui Ruoqi       | S     | 4 marzo 1991      | Jiangsu  |
| 13 | Wang Yunlu      | S     | 20 maggio 1996    | Bayi     |
| 14 | Chen Zhan       | L     | 11 ottobre 1990   | Jiangsu  |
| 15 | Lin Li          | L     | 5 luglio 1992     | Fujian   |
| 16 | Ding Xia        | P     | 13 gennaio 1990   | Liaoning |
| 17 | Yan Ni          | C     | 2 marzo 1987      | Liaoning |
| 18 | Wang Mengjie    | L     | 14 novembre 1995  | Shandong |
| 19 | Liu Yanhan      | S     | 19 gennaio 1993   | Bayi     |
| 20 | Zheng Yixin     | C     | 6 maggio 1995     | Fujian   |
| 21 | Liu Xiaotong    | S     | 16 febbraio 1990  | Beijing  |
| 25 | Zhang Yu        | C     | 25 settembre 1995 | Beijing  |

### Germania
| N° | Nome                | Ruolo | Data di nascita   | Squadra         |
| -- | ------------------- | ----- | ----------------- | --------------- |
| -  | Luciano Pedullà     | All   | 3 agosto 1957     | AGIL            |
| 1  | Lenka Dürr          | L     | 10 dicembre 1990  | Azəryol         |
| 2  | Kathleen Weiß       | P     | 2 febbraio 1984   | Prostějov       |
| 3  | Denise Hanke        | P     | 31 agosto 1989    | Impel           |
| 4  | Maren Brinker       | S     | 10 luglio 1986    | Flero           |
| 5  | Jana Franziska Poll | S     | 7 maggio 1988     | Schweriner      |
| 6  | Jennifer Geerties   | S     | 5 aprile 1994     | Schweriner      |
| 8  | Linda Dörendahl     | L     | 20 luglio 1984    | Münster         |
| 9  | Leonie Schwertmann  | C     | 12 gennaio 1994   | Münster         |
| 10 | Lena Stigrot        | S     | 21 dicembre 1994  | Vilsbiburg      |
| 11 | Louisa Lippmann     | O     | 23 settembre 1994 | Dresdner        |
| 13 | Saskia Hippe        | O     | 16 gennaio 1991   | Schweriner      |
| 14 | Margareta Kozuch    | O     | 30 ottobre 1986   | River           |
| 15 | Lisa Thomsen        | L     | 20 agosto 1985    | Lokomotiv Baku  |
| 16 | Anja Brandt         | C     | 15 febbraio 1990  | Schweriner      |
| 18 | Wiebke Silge        | C     | 16 luglio 1996    | Münster         |
| 19 | Laura Weihenmaier   | S     | 4 aprile 1991     | Schweriner      |
| 20 | Mareen Apitz        | P     | 26 marzo 1987     | RC Cannes       |
| 21 | Julia Schaefer      | S     | 3 luglio 1996     | Münster         |
| 22 | Marie Schölzel      | C     | 1º agosto 1997    | Olympia Berlino |
| 24 | Juliane Langgemach  | C     | 6 novembre 1994   | Dresdner        |

### Giappone
| N° | Nome             | Ruolo | Data di nascita   | Squadra           |
| -- | ---------------- | ----- | ----------------- | ----------------- |
| -  | Masayoshi Manabe | All   | 21 agosto 1963    | -                 |
| 1  | Miyu Nagaoka     | O     | 25 luglio 1991    | Hisamitsu Springs |
| 2  | Kotoki Zayasu    | L     | 11 gennaio 1990   | Hisamitsu Springs |
| 3  | Saori Kimura     | S     | 19 agosto 1986    | Toray Arrows      |
| 5  | Chizuru Kotō     | P     | 8 ottobre 1982    | Hisamitsu Springs |
| 7  | Mai Yamaguchi    | C     | 3 luglio 1983     | Okayama Seagulls  |
| 8  | Sarina Koga      | S     | 21 maggio 1996    | NEC Red Rockets   |
| 9  | Haruyo Shimamura | C     | 4 marzo 1992      | NEC Red Rockets   |
| 12 | Yuki Ishii       | S     | 8 maggio 1991     | Hisamitsu Springs |
| 13 | Mio Satō         | L     | 12 febbraio 1993  | Toyota Queenseis  |
| 15 | Mami Uchiseto    | S     | 25 ottobre 1991   | Hitachi Rivale    |
| 16 | Saori Sakoda     | S     | 18 dicembre 1987  | Toray Arrows      |
| 17 | Airi Miyabe      | S     | 29 luglio 1998    | Kinrankai         |
| 19 | Haruka Miyashita | P     | 1º settembre 1994 | Okayama Seagulls  |
| 21 | Riho Ōtake       | C     | 23 dicembre 1993  | Denso Airybees    |
| 22 | Yurie Nabeya     | S     | 15 dicembre 1993  | Denso Airybees    |

### Italia
| N° | Nome                 | Ruolo | Data di nascita  | Squadra        |
| -- | -------------------- | ----- | ---------------- | -------------- |
| -  | Marco Bonitta        | All   | 5 settembre 1963 | -              |
| 1  | Indre Sorokaite      | S/O   | 2 luglio 1988    | River          |
| 2  | Ofelia Malinov       | P     | 29 febbraio 1996 | Club Italia    |
| 5  | Caterina Bosetti     | S     | 2 febbraio 1994  | Galatasaray    |
| 6  | Monica De Gennaro    | L     | 8 gennaio 1987   | Imoco          |
| 7  | Martina Guiggi       | C     | 1º maggio 1984   | AGIL           |
| 8  | Alessia Gennari      | S     | 3 novembre 1991  | Casalmaggiore  |
| 9  | Raphaela Folie       | C     | 7 marzo 1991     | LJ             |
| 11 | Cristina Chirichella | C     | 10 febbraio 1994 | AGIL           |
| 12 | Stefania Sansonna    | L     | 1º novembre 1982 | AGIL           |
| 13 | Valentina Arrighetti | C     | 26 gennaio 1985  | Lokomotiv Baku |
| 14 | Valentina Tirozzi    | S     | 26 marzo 1986    | Casalmaggiore  |
| 15 | Myriam Sylla         | S     | 8 gennaio 1995   | Bergamo        |
| 16 | Lucia Bosetti        | S     | 9 luglio 1988    | Fenerbahçe     |
| 17 | Valentina Diouf      | O     | 10 gennaio 1993  | Busto Arsizio  |
| 18 | Paola Egonu          | O     | 18 dicembre 1998 | Club Italia    |
| 25 | Alessia Orro         | P     | 18 luglio 1998   | Club Italia    |

### Rep. Dominicana
| N° | Nome                  | Ruolo | Data di nascita   | Squadra            |
| -- | --------------------- | ----- | ----------------- | ------------------ |
| -  | Marcos Kwiek          | All   | 18 luglio 1967    | Mirador            |
| 2  | Winifer Fernández     | L     | 6 gennaio 1995    | Telekom Baku       |
| 3  | Lisvel Eve            | C     | 10 settembre 1991 | Mirador            |
| 7  | María Yvett García    | S     | 4 luglio 1996     | Mirador            |
| 8  | Sidarka Núñez         | O     | 25 giugno 1984    | César Vallejo      |
| 9  | Angélica Hinojosa     | P     | 10 gennaio 1997   | Santiago           |
| 11 | Erasma Moreno         | S     | 25 novembre 1991  | Mirador            |
| 12 | Rosalín Ángeles       | P     | 23 luglio 1985    | Deportivo Nacional |
| 13 | Cindy Rondón          | C     | 12 novembre 1987  | Deportivo Géminis  |
| 14 | Gaila González        | O     | 25 giugno 1997    | Mirador            |
| 15 | Celenia Toribio       | P     | 17 luglio 1994    | Santiago           |
| 17 | Larysmer Martínez     | L     | 18 ottobre 1996   | Deportivo Nacional |
| 20 | Marifranchi Rodríguez | C     | 29 agosto 1990    | Mirador            |

### Russia
| N° | Nome                   | Ruolo | Data di nascita   | Squadra          |
| -- | ---------------------- | ----- | ----------------- | ---------------- |
| -  | Jurij Maričev          | All   | 17 novembre 1960  | Dinamo Mosca     |
| 1  | Jana Ščerban'          | S     | 6 settembre 1989  | Dinamo Krasnodar |
| 5  | Aleksandra Pasynkova   | S     | 14 aprile 1987    | Uraločka         |
| 6  | Ol'ga Efimova          | P     | 6 gennaio 1990    | Zareč'e Odincovo |
| 7  | Ekaterina Bogačëva     | C     | 2 gennaio 1990    | Busto Arsizio    |
| 8  | Natalija Hončarova     | S     | 1º giugno 1989    | Dinamo Mosca     |
| 10 | Ekaterina Pankova      | P     | 2 febbraio 1990   | Dinamo Mosca     |
| 12 | Ekaterina Orlova       | C     | 21 ottobre 1987   | Omička           |
| 14 | Irina Fetisova         | C     | 9 luglio 1994     | Zareč'e Odincovo |
| 17 | Natal'ja Malych        | S     | 8 dicembre 1993   | Zareč'e Odincovo |
| 18 | Ksenija Il'čenko       | S     | 31 ottobre 1994   | Uraločka         |
| 19 | Anna Malova            | L     | 16 aprile 1990    | Dinamo Mosca     |
| 20 | Anastasija Šljachovaja | C     | 5 ottobre 1990    | Omička           |
| 22 | Ksenija Kravčenko      | S     | 5 febbraio 1991   | Voronež          |
| 23 | Ekaterina Efimova      | C     | 3 luglio 1993     | Omička           |
| 25 | Ol'ga Birjukova        | S     | 19 settembre 1994 | Dinamo-Kazan     |

### Serbia
| N° | Nome                | Ruolo | Data di nascita   | Squadra           |
| -- | ------------------- | ----- | ----------------- | ----------------- |
| -  | Zoran Terzić        | All   | 9 luglio 1966     | Omička            |
| 1  | Maja Savić          | C     | 14 agosto 1993    | Vizura            |
| 2  | Marta Drpa          | O     | 20 aprile 1989    | Spartak Subotica  |
| 4  | Bojana Živković     | P     | 29 marzo 1988     | İlbank            |
| 5  | Mina Popović        | C     | 16 settembre 1994 | Stella Rossa      |
| 6  | Tijana Malešević    | S     | 18 marzo 1991     | Sarıyer           |
| 7  | Brižitka Molnar     | S     | 28 luglio 1985    | Tianjin           |
| 8  | Danica Radenković   | P     | 9 ottobre 1992    | Muszyna           |
| 9  | Brankica Mihajlović | S     | 13 aprile 1991    | Hisamitsu Springs |
| 10 | Maja Ognjenović     | P     | 6 agosto 1984     | Chemik Police     |
| 11 | Stefana Veljković   | C     | 9 gennaio 1990    | Chemik Police     |
| 12 | Jelena Nikolić      | S     | 13 aprile 1982    | Azəryol           |
| 13 | Ana Bjelica         | O     | 3 aprile 1992     | Chemik Police     |
| 15 | Jovana Stevanović   | C     | 30 luglio 1992    | Casalmaggiore     |
| 16 | Milena Rašić        | C     | 25 ottobre 1990   | VakıfBank         |
| 17 | Silvija Popović     | L     | 15 marzo 1986     | Volero Zurigo     |
| 18 | Suzana Ćebić        | L     | 9 novembre 1994   | Târgoviște        |
| 19 | Tijana Bošković     | O     | 8 marzo 1997      | Vizura            |
| 20 | Slađana Mirković    | P     | 7 luglio 1995     | Vizura            |
| 21 | Bianka Buša         | S     | 25 luglio 1994    | Vizura            |
| 25 | Adela Helić         | O     | 24 febbraio 1990  | Stella Rossa      |

### Stati Uniti
| N° | Nome              | Ruolo | Data di nascita   | Squadra              |
| -- | ----------------- | ----- | ----------------- | -------------------- |
| -  | Karch Kiraly      | All   | 3 novembre 1960   |                      |
| 2  | Kayla Banwarth    | L     | 21 gennaio 1989   | Stati Uniti          |
| 3  | Courtney Thompson | P     | 4 novembre 1984   | Volero Zurigo        |
| 4  | Lauren Paolini    | C     | 22 agosto 1987    | Hitachi Rivale       |
| 5  | Tamari Miyashiro  | L     | 8 luglio 1987     | MTV Stoccarda        |
| 8  | Lauren Gibbemeyer | C     | 8 settembre 1988  | Casalmaggiore        |
| 10 | Jordan Larson     | S     | 16 ottobre 1986   | Eczacıbaşı           |
| 11 | Megan Hodge       | S     | 15 ottobre 1988   | -                    |
| 12 | Kelly Murphy      | O     | 20 ottobre 1989   | Ageo Medics          |
| 13 | Christa Harmotto  | C     | 12 ottobre 1986   | Stati Uniti          |
| 14 | Nicole Fawcett    | O     | 16 dicembre 1986  | Korea Expressway     |
| 15 | Kimberly Hill     | S     | 30 novembre 1989  | AGIL                 |
| 16 | Foluke Akinradewo | C     | 5 ottobre 1987    | Rabitə Baku          |
| 18 | Molly Kreklow     | P     | 17 febbraio 1992  | Dresdner             |
| 20 | Cursty Jackson    | C     | 11 settembre 1990 | Dresdner             |
| 21 | TeTori Dixon      | C     | 4 agosto 1992     | Rabitə Baku          |
| 23 | Kelsey Robinson   | S     | 25 giugno 1992    | Leonas de Ponce      |
| 24 | Krista Vansant    | S     | 31 marzo 1993     | Washington           |
| 25 | Karsta Lowe       | O     | 2 febbraio 1993   | Changas de Naranjito |

### Thailandia
| N° | Nome                         | Ruolo | Data di nascita  | Squadra           |
| -- | ---------------------------- | ----- | ---------------- | ----------------- |
| -  | Kiattipong Radchatagriengkai | All   | 17 luglio 1966   | -                 |
| 1  | Wanna Buakaew                | L     | 2 gennaio 1981   | Idea Khonkaen     |
| 2  | Piyanut Pannoy               | L     | 10 novembre 1989 | Supreme Chonburi  |
| 5  | Pleumjit Thinkaow            | C     | 9 novembre 1983  | Bangkok Glass     |
| 6  | Onuma Sittirak               | S     | 13 giugno 1986   | JT Marvelous      |
| 7  | Hattaya Bamrungsuk           | C     | 12 agosto 1993   | Nakhon Ratchasima |
| 8  | Pimpichaya Kokram            | O     | 16 giugno 1998   | Nakornnonthaburi  |
| 9  | Chatchu-on Moksri            | S     | 6 novembre 1999  | Ayutthaya         |
| 10 | Wilavan Apinyapong           | S     | 6 giugno 1984    | Nakhon Ratchasima |
| 11 | Pornpun Guedpard             | P     | 5 maggio 1993    | Bangkok Glass     |
| 12 | Tapaphaipun Chaisri          | S     | 29 novembre 1989 | Sisaket           |
| 13 | Nootsara Tomkom              | P     | 7 luglio 1985    | Rabitə Baku       |
| 15 | Malika Kanthong              | O     | 8 gennaio 1987   | Nakornnonthaburi  |
| 16 | Jarasporn Bundasak           | C     | 1º marzo 1993    | Nakhon Ratchasima |
| 18 | Ajcharaporn Kongyot          | C     | 18 giugno 1995   | Supreme Chonburi  |

### Turchia
| N° | Nome               | Ruolo | Data di nascita   | Squadra              |
| -- | ------------------ | ----- | ----------------- | -------------------- |
| -  | Ferhat Akbaş       | All   | 12 aprile 1986    | VakıfBank            |
| 1  | Gizem Örge         | L     | 26 aprile 1993    | VakıfBank            |
| 2  | Merve Dalbeler     | L     | 27 giugno 1987    | Fenerbahçe           |
| 3  | Gizem Güreşen      | L     | 14 gennaio 1987   | VakıfBank            |
| 4  | Dicle Babat        | C     | 15 settembre 1992 | Fenerbahçe           |
| 5  | Kübra Akman        | C     | 13 ottobre 1994   | VakıfBank            |
| 6  | Polen Uslupehlivan | O     | 27 agosto 1990    | Fenerbahçe           |
| 7  | Seda Tokatlıoğlu   | S/O   | 25 giugno 1986    | Beijing              |
| 10 | Güldeniz Önal      | S     | 25 marzo 1986     | VakıfBank            |
| 11 | Naz Aydemir        | P     | 14 agosto 1990    | VakıfBank            |
| 12 | Meryem Boz         | O     | 3 febbraio 1988   | Bursa BB             |
| 13 | Neriman Özsoy      | S     | 13 luglio 1988    | Imoco                |
| 14 | Gözde Yılmaz       | S     | 9 settembre 1991  | Eczacıbaşı           |
| 15 | Yeliz Askan        | O     | 13 agosto 1987    | Red Rockets Kawasaki |
| 16 | Meliha İsmailoğlu  | S     | 17 settembre 1993 | Fenerbahçe           |
| 17 | Şeyma Ercan        | S     | 5 luglio 1994     | Eczacıbaşı           |
| 18 | Aslı Kalaç         | C     | 13 dicembre 1995  | Galatasaray          |
| 20 | Çağla Akın         | P     | 19 gennaio 1995   | VakıfBank            |
| 21 | Özge Yurtdagülen   | C     | 6 agosto 1993     | Galatasaray          |
| 22 | Ceylan Arısan      | C     | 1º gennaio 1994   | Eczacıbaşı           |
| 23 | Nilay Benli        | P     | 24 ottobre 1985   | Eczacıbaşı           |
| 24 | Ezgi Dağdelenler   | S     | 3 novembre 1993   | İlbank               |

## Gruppo 2

### Argentina
| N° | Nome               | Ruolo | Data di nascita   | Squadra             |
| -- | ------------------ | ----- | ----------------- | ------------------- |
| -  | Guillermo Orduna   | All   | 24 agosto 1957    | -                   |
| 3  | Yamila Nizetich    | S     | 27 gennaio 1989   | Nilüfer             |
| 4  | Marcia Scacchi     | S     | 29 gennaio 1982   | Gimnasia Rosario    |
| 5  | Lucía Fresco       | O     | 14 maggio 1991    | Robur Tiboni Urbino |
| 6  | Elina Rodríguez    | S     | 11 febbraio 1997  | San Lorenzo         |
| 7  | Natalia Aispurúa   | C     | 20 dicembre 1991  | Boca Juniors        |
| 8  | Sol Piccolo        | S     | 11 settembre 1996 | Vélez Sarsfield     |
| 9  | Clarisa Sagardía   | P     | 29 giugno 1989    | Boca Juniors        |
| 10 | Emilce Sosa        | C     | 11 settembre 1987 | Rio do Sul          |
| 11 | Julieta Lazcano    | C     | 25 luglio 1989    | Istres              |
| 12 | Tatiana Rizzo      | S     | 30 dicembre 1986  | Boca Juniors        |
| 13 | Leticia Boscacci   | O     | 8 novembre 1985   | Kanti               |
| 14 | Josefina Fernández | S     | 17 agosto 1991    | Franches-Montagnes  |
| 16 | Florencia Busquets | C     | 27 giugno 1989    | Franches-Montagnes  |
| 17 | Antonella Curatola | P     | 23 ottobre 1991   | Vélez Sarsfield     |
| 18 | Yael Castiglione   | P     | 27 settembre 1985 | Rio do Sul          |
| 20 | Carla Castiglione  | O     | 7 marzo 1989      | San Lorenzo         |
| 22 | Morena Martínez    | S/L   | 19 febbraio 1993  | Vélez Sarsfield     |

### Bulgaria
| N° | Nome               | Ruolo | Data di nascita  | Squadra             |
| -- | ------------------ | ----- | ---------------- | ------------------- |
| -  | Atanas Lazarov     | All   | -                | -                   |
| 2  | Desislava Nikolova | S     | 21 dicembre 1991 | Halkbank            |
| 6  | Kristina Gunčeva   | P     | 24 marzo 1994    | TFSE                |
| 7  | Gabriela Koeva     | C     | 25 luglio 1989   | Beşiktaş            |
| 8  | Eva Janeva         | S     | 31 luglio 1985   | CSM Bucarest        |
| 9  | Petja Barakova     | P     | 18 giugno 1994   | Levski Sofia        |
| 10 | Gergana Dimitrova  | S     | 28 febbraio 1996 | Sm'Aesch Pfeffingen |
| 14 | Silvana Čauševa    | S     | 19 maggio 1995   | Marica              |
| 15 | Žana Todorova      | L     | 6 gennaio 1997   | Marica              |
| 19 | Simona Dimitrova   | S     | 17 luglio 1994   | TFSE                |
| 20 | Mira Todorova      | C     | 12 aprile 1994   | Sm'Aesch Pfeffingen |
| 21 | Milena Dimova      | C     | 7 maggio 1994    | Marica              |
| 22 | Julija Stojanova   | S     | 22 luglio 1985   | Știința Bacău       |

### Canada
| N° | Nome                 | Ruolo | Data di nascita   | Squadra          |
| -- | -------------------- | ----- | ----------------- | ---------------- |
| -  | Arnd Ludwig          | All   | 15 gennaio 1967   | -                |
| 1  | Janie Guimond        | L     | 11 aprile 1984    | Canada           |
| 2  | Lisa Barclay         | S     | 7 giugno 1992     | British Columbia |
| 3  | Brittney Page        | S     | 4 febbraio 1984   | Sichuan          |
| 4  | Kyla Richey          | S     | 20 giugno 1989    | Vilsbiburg       |
| 8  | Jaimie Thibeault     | C     | 23 settembre 1989 | Legionovia       |
| 9  | Tabitha Love         | O     | 11 settembre 1991 | Azəryol          |
| 10 | Marisa Field         | C     | 10 luglio 1987    | Neuchâtel        |
| 11 | Tesca Andrew-Wasylik | L     | 11 agosto 1990    | Știința Bacău    |
| 12 | Jennifer Cross       | C     | 4 luglio 1992     | Engelholms       |
| 13 | Lucille Charuk       | C     | 13 agosto 1989    | Fischbek         |
| 14 | Brittany Habing      | P     | 1º maggio 1992    | Manitoba         |
| 18 | Shanice Marcelle     | S     | 25 maggio 1990    | Dresdner         |
| 19 | Jennifer Lundquist   | P     | 10 settembre 1991 | Fischbek         |
| 20 | Dana Cranston        | S     | 5 dicembre 1991   | Fischbek         |

### Croazia
| N° | Nome             | Ruolo | Data di nascita   | Squadra            |
| -- | ---------------- | ----- | ----------------- | ------------------ |
| -  | Angelo Vercesi   | All   | 23 giugno 1967    | Forlì              |
| 1  | Senna Ušić       | S     | 14 maggio 1986    | Savino Del Bene    |
| 2  | Ana Grbac        | P     | 23 maggio 1988    | Volero Zurigo      |
| 3  | Marija Prša      | S     | 27 novembre 1989  | Forlì              |
| 4  | Nikolina Jelić   | S     | 9 novembre 1991   | Developres Rzeszów |
| 12 | Tamara Sušić     | C     | 28 novembre 1990  | HAOK Mladost       |
| 13 | Samanta Fabris   | O     | 8 febbraio 1992   | LJ                 |
| 16 | Vedrana Jakšetić | P     | 17 settembre 1996 | Poreč              |
| 21 | Marija Ušic      | S/L   | 5 febbraio 1992   | Datovoc Tongeren   |
| 22 | Dinka Kulić      | S     | 2 agosto 1997     | Vibrobeton         |
| 23 | Iva Jurišić      | C     | 24 marzo 1994     | HAOK Mladost       |
| 24 | Lucija Mlinar    | S     | 6 maggio 1995     | HAOK Mladost       |
| 25 | Ivona Ćaćić      | P     | 11 marzo 1994     | HAOK Mladost       |

### Paesi Bassi
| N° | Nome               | Ruolo | Data di nascita   | Squadra            |
| -- | ------------------ | ----- | ----------------- | ------------------ |
| -  | Giovanni Guidetti  | All   | 20 settembre 1972 | VakıfBank          |
| 1  | Kirsten Knip       | L     | 14 settembre 1992 | Istres             |
| 2  | Femke Stoltenborg  | P     | 30 luglio 1991    | Forlì              |
| 3  | Yvon Beliën        | C     | 28 dicembre 1993  | Schweriner         |
| 4  | Celeste Plak       | S     | 26 ottobre 1995   | Bergamo            |
| 5  | Robin de Kruijf    | C     | 5 maggio 1991     | VakıfBank          |
| 6  | Maret Grothues     | S     | 16 settembre 1988 | RC Cannes          |
| 7  | Quinta Steenbergen | C     | 2 aprile 1985     | Lokomotiv Baku     |
| 8  | Judith Pietersen   | C     | 3 luglio 1989     | İdman Ocağı        |
| 9  | Myrthe Schoot      | L     | 29 agosto 1988    | Dresdner           |
| 10 | Lonneke Slöetjes   | O     | 15 novembre 1990  | Schweriner         |
| 11 | Anne Buijs         | S     | 2 dicembre 1991   | Lokomotiv Baku     |
| 12 | Manon Flier        | O     | 8 febbraio 1984   | Fujian             |
| 14 | Laura Dijkema      | P     | 18 febbraio 1990  | Dresdner           |
| 16 | Debby Stam         | L     | 24 luglio 1984    | -                  |
| 22 | Nicole Koolhaas    | C     | 31 gennaio 1991   | Franches-Montagnes |

### Polonia
| N° | Nome                  | Ruolo | Data di nascita   | Squadra          |
| -- | --------------------- | ----- | ----------------- | ---------------- |
| -  | Piotr Makowski        | All   | 23 settembre 1968 | -                |
| 1  | Aleksandra Krzos      | L     | 23 giugno 1989    | Chemik Police    |
| 2  | Maja Tokarska         | C     | 22 febbraio 1991  | Atom Trefl Sopot |
| 3  | Zuzanna Efimienko     | C     | 8 agosto 1989     | Atom Trefl Sopot |
| 5  | Agnieszka Kąkolewska  | C     | 17 ottobre 1994   | Impel            |
| 7  | Gabriela Wojtowicz    | C     | 27 novembre 1988  | Budowlani Łódź   |
| 8  | Katarzyna Zaroślińska | O     | 3 febbraio 1987   | Atom Trefl Sopot |
| 11 | Daria Paszek          | S     | 30 agosto 1991    | Legionovia       |
| 12 | Izabela Żebrowska     | O     | 23 febbraio 1985  | Chemik Police    |
| 14 | Joanna Wołosz         | P     | 7 aprile 1990     | Busto Arsizio    |
| 15 | Natalia Kurnikowska   | S     | 13 gennaio 1992   | Muszyna          |
| 18 | Aleksandra Wójcik     | S     | 3 gennaio 1994    | Legionovia       |
| 19 | Ewelina Sieczka       | S     | 21 gennaio 1988   | Budowlani Łódź   |
| 20 | Natalia Staniucha     | P     | 2 maggio 1988     | MKS              |
| 21 | Tamara Kaliszuk       | O     | 20 marzo 1990     | MKS              |
| 22 | Malwina Smarzek       | O     | 3 giugno 1996     | Wola Warszawa    |
| 23 | Ewelina Tobiasz       | P     | 6 febbraio 1994   | KSZO Ostrowiec   |
| 24 | Aleksandra Sikorska   | C     | 28 aprile 1993    | Budowlani Łódź   |
| 25 | Anna Grejman          | S     | 8 giugno 1993     | Impel            |

### Porto Rico
| N° | Nome               | Ruolo | Data di nascita   | Squadra               |
| -- | ------------------ | ----- | ----------------- | --------------------- |
| -  | José Mieles        | All   | 2 giugno 1977     | Leonas de Ponce       |
| 1  | Debora Seilhamer   | L     | 4 ottobre 1985    | Lancheras de Cataño   |
| 3  | Vilmarie Mojica    | P     | 13 agosto 1985    | Valencianas de Juncos |
| 6  | Yarimar Rosa       | S     | 20 giugno 1988    | Valencianas de Juncos |
| 7  | Stephanie Enright  | S     | 15 dicembre 1990  | Criollas de Caguas    |
| 9  | Áurea Cruz         | S     | 10 gennaio 1982   | Rabitə Baku           |
| 11 | Karina Ocasio      | O     | 1º agosto 1985    | Criollas de Caguas    |
| 12 | Jetzabel Del Valle | C     | 19 dicembre 1979  | Leonas de Ponce       |
| 13 | Shirley Ferrer     | O     | 23 giugno 1991    | Lancheras de Cataño   |
| 14 | Natalia Valentín   | P     | 12 settembre 1989 | Leonas de Ponce       |
| 16 | Alexandra Oquendo  | C     | 3 febbraio 1984   | Leonas de Ponce       |
| 17 | Sheila Ocasio      | C     | 7 novembre 1982   | Valencianas de Juncos |
| 18 | Lynda Morales      | C     | 20 maggio 1998    | Criollas de Caguas    |
| 23 | Pilar Victoriá     | S     | 11 ottobre 1995   | Texas                 |
| 24 | Nayka Benítez      | L     | 8 febbraio 1989   | Leonas de Ponce       |

### Rep. Ceca
| N° | Nome                | Ruolo | Data di nascita  | Squadra             |
| -- | ------------------- | ----- | ---------------- | ------------------- |
| -  | Carlo Parisi        | All   | 8 marzo 1960     | Busto Arsizio       |
| 1  | Andrea Kossányiová  | S     | 6 agosto 1993    | Prostějov           |
| 2  | Eva Hodanová        | S     | 18 dicembre 1993 | Olymp Praha         |
| 3  | Veronika Trnková    | C     | 13 ottobre 1995  | Olymp Praha         |
| 6  | Lucie Smutná        | P     | 14 aprile 1991   | Soverato            |
| 8  | Barbora Purchartová | C     | 9 maggio 1992    | Dauphines Charleroi |
| 10 | Michala Kvapilová   | S     | 8 febbraio 1990  | Potsdam             |
| 11 | Veronika Dostálová  | L     | 7 aprile 1992    | Olymp Praha         |
| 12 | Michaela Mlejnková  | S     | 26 luglio 1996   | Olymp Praha         |
| 13 | Tereza Vanžurová    | S     | 4 aprile 1991    | Savino Del Bene     |
| 14 | Nikol Sajdová       | C     | 10 luglio 1988   | Vilsbiburg          |
| 16 | Helena Havelková    | S     | 25 luglio 1988   | Busto Arsizio       |
| 18 | Pavla Vincourová    | P     | 12 novembre 1992 | Savino Del Bene     |
| 19 | Šárka Melichárková  | L     | 8 giugno 1990    | VK SG Brno          |
| 20 | Marie Toufarová     | S     | 19 giugno 1992   | Královo Pole        |

## Gruppo 3

### Algeria
| N° | Nome               | Ruolo | Data di nascita  | Squadra              |
| -- | ------------------ | ----- | ---------------- | -------------------- |
| -  | François Salvagni  | All   | 11 novembre 1971 | -                    |
| 2  | Zahra Guimour      | C     | 22 novembre 1996 | GS Chlef             |
| 4  | Yasmine Abderrahim | C     | 16 aprile 1999   | ASW Béjaïa           |
| 9  | Yasmine Ousalah    | P     | 4 luglio 1993    | ASW Béjaïa           |
| 10 | Fatima Oukazi      | P     | 18 gennaio 1984  | GS Pétroliers        |
| 11 | Mouni Abderrahim   | S     | 19 novembre 1985 | MB Béjaïa            |
| 12 | Safia Boukhima     | S     | 10 gennaio 1991  | GS Pétroliers        |
| 13 | Nawal Mansouri     | L     | 1º agosto 1985   | MB Béjaïa            |
| 15 | Aicha Mezemate     | C     | 6 giugno 1991    | GS Pétroliers        |
| 16 | Celia Bourihane    | S     | 22 gennaio 1995  | NC Béjaïa            |
| 17 | Lydia Oulmou       | C     | 2 febbraio 1986  | Hainaut              |
| 18 | Redouani Amina     | C     | 9 settembre 1984 | Volley-ball Romanais |
| 19 | Kahina Arbouche    | O     | 4 settembre 1993 | ASW Béjaïa           |

### Australia
| N° | Nome              | Ruolo | Data di nascita   | Squadra              |
| -- | ----------------- | ----- | ----------------- | -------------------- |
| -  | Mark Barnard      | All   |                   |                      |
| 1  | Jessica Ryder     | S     | 18 maggio 1992    | Queensland Pirates   |
| 4  | Sophie Godfrey    | C     | 2 dicembre 1987   | KSZO Ostrowiec       |
| 5  | Rhiannon Tooker   | C     | 17 gennaio 1990   | Queensland Pirates   |
| 6  | Lauren Bertolacci | P     | 26 gennaio 1985   | FC Lucerna           |
| 7  | Shae Sloane       | P     | 1º maggio 1992    | University Blues     |
| 8  | Hannah Martin     | O     | 15 settembre 1990 | University Blues     |
| 10 | Katarina Osadchuk | C     | 18 novembre 1991  | Zawisza Sulechów     |
| 11 | Rebecca Walter    | L     | 10 agosto 1987    | University Blues     |
| 13 | Beth Carey        | C     | 28 settembre 1990 | Adelaide Storm       |
| 16 | Jessica McMillan  | L     | 20 novembre 1985  | University Blues     |
| 17 | Becchara Palmer   | S     | 18 giugno 1988    | -                    |
| 18 | Jennifer Sadler   | O     | 18 marzo 1993     | WA Pearls            |
| 19 | Georgina Rowe     | S     | 21 febbraio 1994  | Adelaide Storm       |
| 22 | Eliza Hynes       | S     | 29 gennaio 1992   | Melbourne University |

### Colombia
| N° | Nome                  | Ruolo | Data di nascita   | Squadra         |
| -- | --------------------- | ----- | ----------------- | --------------- |
| -  | Eduardo Guillaume     | All   | -                 | -               |
| 1  | Paola Ampudia         | O     | 5 agosto 1988     | Túpac Amaru     |
| 2  | Yeisy Soto            | C     | 7 aprile 1996     | Bolívar         |
| 3  | Daniela Castro        | C     | 5 giugno 1993     | Bolívar         |
| 4  | Gabriela Coneo        | O     | 4 maggio 1993     | Bolívar         |
| 5  | Oriana Guerrero       | S     | 5 maggio 1994     | Bolívar         |
| 6  | Manuela Vargas        | P     | 13 settembre 1996 | Antioquia       |
| 7  | Libys Marmolejo       | C     | 9 maggio 1992     | Antioquia       |
| 10 | Diana Arrechea        | S     | 14 settembre 1994 | Valle del Cauca |
| 12 | Ivonne Montaño        | C/O   | 12 novembre 1995  | Potsdam         |
| 13 | Camila Gómez          | L     | 6 luglio 1995     | Valle del Cauca |
| 15 | María Alejandra Marín | P     | 4 novembre 1995   | Bolívar         |
| 17 | Dayana Segovia        | L     | 24 marzo 1996     | Valle del Cauca |
| 18 | Cindy Ramírez         | C     | 6 maggio 1989     | Valle del Cauca |
| 19 | Margarita Martínez    | S     | 19 maggio 1995    | Valle del Cauca |
| 20 | Amanda Coneo          | S     | 20 dicembre 1996  | Bolívar         |

### Cuba
| N° | Nome             | Ruolo | Data di nascita  | Squadra       |
| -- | ---------------- | ----- | ---------------- | ------------- |
| -  | Roberto García   | All   |                  |               |
| 2  | Regla Gracia     | S     | 28 giugno 1993   | Camagüey      |
| 3  | Alena Rojas      | C     | 9 agosto 1992    | Ciudad Habana |
| 4  | Melissa Vargas   | O     | 16 ottobre 1999  | Cienfuegos    |
| 5  | Yamila Hernández | P     | 8 novembre 1992  | Ciudad Habana |
| 6  | Daimara Lescay   | C     | 5 settembre 1992 | Guantánamo    |
| 10 | Emily Borrell    | L     | 19 febbraio 1992 | Villa Clara   |
| 11 | Gretell Moreno   | P     | 30 gennaio 1998  | Granma        |
| 14 | Dayami Sánchez   | S     | 14 marzo 1994    | Ciudad Habana |
| 15 | Beatríz Vilches  | P     | 29 gennaio 1995  | Cienfuegos    |
| 17 | Heidy Casanova   | C     | 6 novembre 1998  | Ciudad Habana |
| 18 | Sulian Matienzo  | S     | 14 dicembre 1994 | Ciudad Habana |
| 19 | Jennifer Álvarez | P     | 19 novembre 1993 | Cienfuegos    |

### Kazakistan
| N° | Nome                   | Ruolo | Data di nascita   | Squadra   |
| -- | ---------------------- | ----- | ----------------- | --------- |
| -  | Oleksandr Gutor        | All   |                   |           |
| 2  | Lyudmila Issayeva      | C     | 26 settembre 1989 | Žetysu    |
| 3  | Sana Anarkulova        | S     | 21 luglio 1989    | Žetysu    |
| 5  | Olga Nassedkina        | C     | 28 dicembre 1982  | Žetysu    |
| 8  | Korinna Ishimtseva     | P     | 8 febbraio 1984   | Žetysu    |
| 9  | Irina Lukomskaya       | P     | 19 marzo 1991     | Voronež   |
| 10 | Irina Shenberger       | S     | 20 febbraio 1992  | Astana    |
| 11 | Diana Kavtorina        | L     | 30 dicembre 1992  | Irtyš     |
| 12 | Yekaterina Razorenkova | S     | 3 giugno 1993     | Almatı    |
| 13 | Yana Yagodina          | S     | 24 gennaio 1993   | Almatı    |
| 14 | Antonina Rubtsova      | C     | 30 dicembre 1984  | Irtyš     |
| 16 | Katerina Tatko         | S     | 15 dicembre 1992  | Žetysu    |
| 19 | Yekaterina Zhdanova    | O     | 28 maggio 1992    | Karaganda |
| 20 | Valeriya Rylova        | L     | 22 novembre 1987  | Karaganda |

### Kenya
| N° | Nome                | Ruolo | Data di nascita  | Squadra        |
| -- | ------------------- | ----- | ---------------- | -------------- |
| -  | David Lungaho       | All   | -                | -              |
| 1  | Jane Wairimu        | P     | 24 marzo 1985    | Kenya Prisons  |
| 2  | Everlyne Makuto     | S     | 25 agosto 1990   | Kenya Prisons  |
| 4  | Esther Wangeci      | S     | 22 novembre 1990 | Kenya Pipeline |
| 7  | Jannet Wanja        | P     | 24 febbraio 1984 | Kenya Pipeline |
| 8  | Triza Atuka         | C     | 14 aprile 1992   | Kenya Pipeline |
| 9  | Elizabeth Wanyama   | L     | 27 maggio 1987   | Kenya Prisons  |
| 10 | Noel Murambi        | O     | 29 gennaio 1989  | Kenya Pipeline |
| 12 | Lydia Maiyo         | S     | 3 novembre 1988  | Kenya Prisons  |
| 14 | Mercy Moim          | S     | 1º gennaio 1989  | LiigaPloki     |
| 15 | Brackcides Khadambi | C     | 14 maggio 1984   | Kenya Prisons  |
| 16 | Ruth Jepngetich     | C     | 9 aprile 1990    | Kenya Pipeline |
| 18 | Monica Biama        | S     | 24 marzo 1988    | Kenya Pipeline |

### Messico
| N° | Nome                     | Ruolo | Data di nascita   | Squadra          |
| -- | ------------------------ | ----- | ----------------- | ---------------- |
| -  | Jorge Azair              | All   | -                 | -                |
| 1  | Gema León                | C     | 11 marzo 1991     | Nuevo León       |
| 2  | Lizeth López             | L     | 14 maggio 1990    | Baja California  |
| 3  | Grecia Rivera            | S     | 8 giugno 1992     | Chihuahua        |
| 5  | Andrea Rangel            | S/O   | 19 maggio 1993    | Nuevo León       |
| 6  | Freda López              | L     | 17 giugno 1988    | Oaxaca           |
| 7  | Karina Flores            | C     | 16 agosto 1998    | Nuevo León       |
| 8  | Dulce Carranza           | C     | 29 giugno 1990    | Nuevo León       |
| 9  | Alejandra Segura         | S     | 9 novembre 1993   | Nuevo León       |
| 10 | Lizbeth Sainz            | S     | 14 dicembre 1995  | Baja California  |
| 13 | Mónica Moreno            | C     | 27 aprile 1995    | Nuevo León       |
| 15 | Jocelyn Urías            | C     | 16 febbraio 1996  | Baja California  |
| 18 | Jazmin Hernández         | P     | 18 settembre 1989 | Nuevo León       |
| 19 | María Fernanda Rodríguez | S     | 23 giugno 1997    | Nuevo León       |
| 20 | Ana Valle                | C     | 31 maggio 1996    | Distrito Federal |

### Perù
| N° | Nome               | Ruolo | Data di nascita   | Squadra           |
| -- | ------------------ | ----- | ----------------- | ----------------- |
| -  | Mauro Marasciulo   | All   | 21 agosto 1962    | -                 |
| 2  | Mirtha Uribe       | C     | 12 marzo 1985     | Alianza Lima      |
| 3  | Carla Rueda        | S     | 19 aprile 1990    | Azərreyl          |
| 4  | Brenda Uribe       | O     | 11 dicembre 1993  | San Martín        |
| 6  | Alexandra Muñoz    | P     | 16 agosto 1992    | César Vallejo     |
| 7  | Susan Egoavil      | L     | 16 gennaio 1988   | Sporting Cristal  |
| 8  | Maguilaura Frías   | O     | 18 maggio 1997    | San Martín        |
| 9  | Raffaella Camet    | O     | 14 settembre 1992 | Sporting Cristal  |
| 11 | Clarivett Yllescas | C     | 11 agosto 1993    | César Vallejo     |
| 12 | Ángela Leyva       | S     | 22 novembre 1996  | San Martín        |
| 13 | Ginna López        | C     | 28 maggio 1994    | Alianza Lima      |
| 14 | Andrea Urrutia     | C     | 31 maggio 1997    | San Martín        |
| 15 | Karla Ortiz        | S     | 20 ottobre 1991   | Maccabi Haifa     |
| 16 | María Acosta       | L     | 25 maggio 1992    | Deportivo Géminis |
| 18 | Coraima Gómez      | S     | 9 agosto 1996     | Alianza Lima      |
| 19 | Zoila La Rosa      | P     | 31 maggio 1990    | San Martín        |